# Kreuz- und Parallelverwandtschaft
Kreuzverwandtschaft und Parallelverwandtschaft sind Fachbezeichnungen der Ethnologie (Völkerkunde) zur Unterscheidung von Geschwistern bezüglich ihres Geschlechts und den sich daraus ergebenden sozialen Beziehungen zueinander und zwischen ihren jeweiligen Nachkommen, vor allem deren Heiraten untereinander: Als kreuzverwandt werden Geschwister unterschiedlichen Geschlechts angesehen („über Kreuz“) – parallelverwandt sind gleichgeschlechtige Geschwister, samt ihren Kindern (beiderlei Geschlechts).
Entsprechend ist ein Mann zu allen seinen Brüdern und ihren Kindern parallelverwandt, während er und seine Nachkommen zu seiner Schwester kreuzverwandt sind; die Schwester wiederum ist mit allen Brüdern und deren Nachkommenschaften kreuzverwandt, mit einer Schwester und deren Kindern wäre sie ihrerseits parallelverwandt (weil selben Geschlechts).

Das folgende Schaubild verdeutlicht die Parallelverwandtschaft von zwei Brüdern (♂, in grün mit durchgezogener Linie) und ihre Kreuzverwandtschaft zur Schwester (♀, in gelb mit gestrichelten Linien); diese Unterscheidung des Verhältnisses der Geschwister zueinander umfasst auch sämtliche ihrer jeweiligen Nachkommen:
| Schwester ♀ = kreuzverwandt + ihre Kinder ♂+♀ + Kindeskinder ♂+♀ | Schwester ♀ = kreuzverwandt + ihre Kinder ♂+♀ + Kindeskinder ♂+♀ | Schwester ♀ = kreuzverwandt + ihre Kinder ♂+♀ + Kindeskinder ♂+♀ | Schwester ♀ = kreuzverwandt + ihre Kinder ♂+♀ + Kindeskinder ♂+♀ | Schwester ♀ = kreuzverwandt + ihre Kinder ♂+♀ + Kindeskinder ♂+♀ | Schwester ♀ = kreuzverwandt + ihre Kinder ♂+♀ + Kindeskinder ♂+♀ |  |  |  |  | Ego=♂ (Person,'Proband) + eigene Kinder ♂+♀ + Kindeskinder ♂+♀ | Ego=♂ (Person,'Proband) + eigene Kinder ♂+♀ + Kindeskinder ♂+♀ | Ego=♂ (Person,'Proband) + eigene Kinder ♂+♀ + Kindeskinder ♂+♀ | Ego=♂ (Person,'Proband) + eigene Kinder ♂+♀ + Kindeskinder ♂+♀ | Ego=♂ (Person,'Proband) + eigene Kinder ♂+♀ + Kindeskinder ♂+♀ | Ego=♂ (Person,'Proband) + eigene Kinder ♂+♀ + Kindeskinder ♂+♀ |  |  |  |  | Bruder ♂ = parallelverwandt + seine Kinder ♂+♀ + Kindeskinder ♂+♀ | Bruder ♂ = parallelverwandt + seine Kinder ♂+♀ + Kindeskinder ♂+♀ | Bruder ♂ = parallelverwandt + seine Kinder ♂+♀ + Kindeskinder ♂+♀ | Bruder ♂ = parallelverwandt + seine Kinder ♂+♀ + Kindeskinder ♂+♀ | Bruder ♂ = parallelverwandt + seine Kinder ♂+♀ + Kindeskinder ♂+♀ | Bruder ♂ = parallelverwandt + seine Kinder ♂+♀ + Kindeskinder ♂+♀ |
| Schwester ♀ = kreuzverwandt + ihre Kinder ♂+♀ + Kindeskinder ♂+♀ | Schwester ♀ = kreuzverwandt + ihre Kinder ♂+♀ + Kindeskinder ♂+♀ | Schwester ♀ = kreuzverwandt + ihre Kinder ♂+♀ + Kindeskinder ♂+♀ | Schwester ♀ = kreuzverwandt + ihre Kinder ♂+♀ + Kindeskinder ♂+♀ | Schwester ♀ = kreuzverwandt + ihre Kinder ♂+♀ + Kindeskinder ♂+♀ | Schwester ♀ = kreuzverwandt + ihre Kinder ♂+♀ + Kindeskinder ♂+♀ |  |  |  |  | Ego=♂ (Person,'Proband) + eigene Kinder ♂+♀ + Kindeskinder ♂+♀ | Ego=♂ (Person,'Proband) + eigene Kinder ♂+♀ + Kindeskinder ♂+♀ | Ego=♂ (Person,'Proband) + eigene Kinder ♂+♀ + Kindeskinder ♂+♀ | Ego=♂ (Person,'Proband) + eigene Kinder ♂+♀ + Kindeskinder ♂+♀ | Ego=♂ (Person,'Proband) + eigene Kinder ♂+♀ + Kindeskinder ♂+♀ | Ego=♂ (Person,'Proband) + eigene Kinder ♂+♀ + Kindeskinder ♂+♀ |  |  |  |  | Bruder ♂ = parallelverwandt + seine Kinder ♂+♀ + Kindeskinder ♂+♀ | Bruder ♂ = parallelverwandt + seine Kinder ♂+♀ + Kindeskinder ♂+♀ | Bruder ♂ = parallelverwandt + seine Kinder ♂+♀ + Kindeskinder ♂+♀ | Bruder ♂ = parallelverwandt + seine Kinder ♂+♀ + Kindeskinder ♂+♀ | Bruder ♂ = parallelverwandt + seine Kinder ♂+♀ + Kindeskinder ♂+♀ | Bruder ♂ = parallelverwandt + seine Kinder ♂+♀ + Kindeskinder ♂+♀ |
|                                                                  |                                                                  |                                                                  |                                                                  |                                                                  |                                                                  |  |  |  |  |                                                                |                                                                |                                                                |                                                                |                                                                |                                                                |  |  |  |  |                                                                   |                                                                   |                                                                   |                                                                   |                                                                   |                                                                   |
|                                                                  |                                                                  |                                                                  |                                                                  |                                                                  |                                                                  |  |  |  |  |                                                                |                                                                |                                                                |                                                                |                                                                |                                                                |  |  |  |  |                                                                   |                                                                   |                                                                   |                                                                   |                                                                   |                                                                   |

Ermittlung der Verwandtschaftsart
Geschwister sind zueinander seitenverwandt (kollateral), weil sie und ihre Nachkommen nicht voneinander abstammen (Ausnahmen bilden Verwandtenheiraten untereinander). Alle im Schaubild angezeigten Personen stammen in „direkter Linie“ von den Eltern der drei Geschwister ab, sie sind die letzten gemeinsamen Vorfahren der aufgelisteten Personen (siehe Schaubild zur linearen Verwandtschaft). Wenn zwei Personen, die sich als „entfernt blutsverwandt“ verstehen, ihr paralleles oder überkreuztes Seitenverhältnis zueinander bestimmen wollen, müssen sie in ihren beiden Vorfahrenlisten (beispielsweise Ahnenlisten oder Familienstammbäumen) diejenigen Voreltern suchen, von denen sie beide abstammen (Stammmutter und/oder Stammvater, leiblich oder vermittelt über Adoption oder Vaterschaftsanerkennung). Zwei Kinder dieser Voreltern, seitenverwandte Geschwister, begründeten die beiden Linien, zu denen die beiden Personen gehören. Waren diese Ur-Geschwister gleichen Geschlechts (zwei Brüder oder zwei Schwestern), handelt es sich bei ihren gesamten Nachkommenschaften um parallele Verwandte – waren die Ur-Geschwister unterschiedlichen Geschlechts (Bruder und Schwester), sind ihre jeweiligen Nachkommen zueinander kreuzverwandt. Diese Einteilung bleibt durch sämtliche Generationen erhalten, auch für zukünftige Nachkommen der zwei Personen.
Soziale Auswirkungen der Verwandtschaftsart
Viele der weltweit 1300 Ethnien und indigenen Völker messen dieser Aufteilung ihrer Seitenverwandten große Bedeutung bei für verwandtschaftliche Bindungen, besonders in Bezug auf Heiratsregeln für die Kinder von Geschwistern, also zwischen Cousins und Cousinen. Ein bekanntes Beispiel ist die verbreitete Cousinenheirat im arabischen Kulturraum, wo der Bruder des Vaters (parallelverwandter Onkel) eine wichtige soziale Rolle in der (Groß)Familie einnimmt. Beide Brüder verheiraten gerne ihre Kinder untereinander (Parallelcousinenheirat); besonders begehrt ist dabei die Bint ʿamm, die „Tochter des Vaterbruders“ (siehe Zweck der Bint-ʿamm-Heirat). Im Arabischen bezeichnet ʿamm aber auch Brüder früherer Vätergenerationen, entsprechend sind ebenso deren weiblichen Nachkommen begehrte Heiratspartnerinnen (parallele Nichten und Großnichten entfernten Grades).
Demgegenüber werden in anderen Gesellschaften parallele Cousins und Cousinen als gleichgestellt zu eigenen Geschwistern angesehen, vor allem die Kinder der Schwester der Mutter (parallelverwandte Tante, früher Muhme genannt). Hier wachsen Kinder von Schwestern oft gemeinsam auf und würden untereinander nicht heiraten, auch wegen geltender Inzestverbote. Begehrte Heiratspartner sind in solchen Gesellschaften Kreuzcousinenheiraten mit Kindern des Bruders der Mutter (kreuzverwandter Onkel, früher Oheim genannt).
Der Grund für diese unterschiedliche Bevorzugung von parallelen oder von kreuzverwandten Geschwistern und ihrer Nachkommen liegt in den unterschiedlichen sozialen Rollen, die Männer und Frauen in ihren Familien einnehmen: Gesellschaften, die sich über die Linie des Vaters und seiner Vorväter herleiten (patri-linear), bevorzugen die eheliche Verbindung der Kinder von Brüdern (parallel), während in matri-linearen, der Mütterlinie folgenden Gesellschaften die Kinder von Schwestern (parallel) „zur Familie gehören“. Hinzu kommt, dass in matrilinearen Familien der Bruder der Mutter (kreuzverwandt) oft als sozialer Vater die Kinder seiner Schwestern mitbetreut (als Avunkulat bezeichnet), wodurch seine eigenen Kinder für diese interessante Heiratspartner abgeben. Seine Kinder wohnen ja nicht bei ihm, sie gehören stattdessen zur Großfamilie ihrer jeweiligen Mutter (siehe Matrilokalität).